# 托卡特

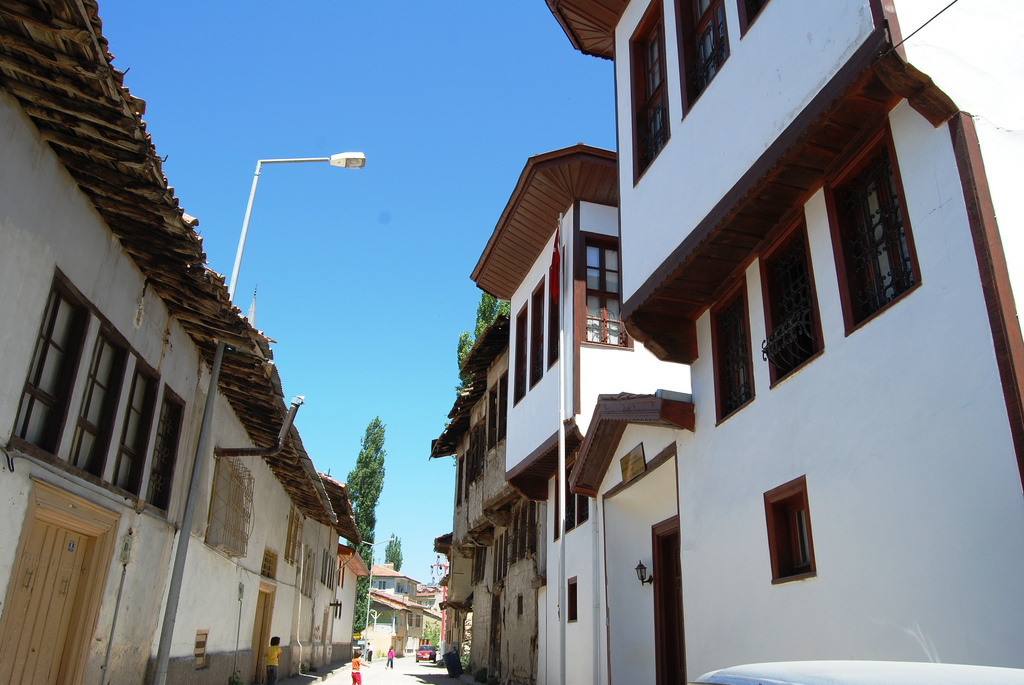

托卡特是土耳其的城市，也是托卡特省的首府，位於該國北部，始建於赫梯時期，面積1,923平方公里，海拔高度623米，市內的大學建於1992年，2009年人口129,879。

## 外部連結
- Pictures （页面存档备份，存于）
- Tokat
- Tokat Reşadiye - Saraykışla Village Association[永久]
- Tokat （页面存档备份，存于）